# كوزماس الثاني
هناك بطريرك للاقباط الأرثوذكس له نفس الاسم، البابا قزمان الثاني من الإسكندرية (851-858).
كوزماس الثاني بطريرك الإسكندرية للروم الأرثوذكس من 1723 الي 1736.  وقد كان البطريرك المسكوني للقسطنطينية بأسم كوزماس الثالث من 1714 إلى 1716.